# Kazimierz Pacewicz
Kazimierz Pacewicz (ur. 22 listopada 1895, w Prużanie (Gubernia grodzieńska), zm. 15 sierpnia 1974 w Penley, Walia) – oficer artylerii Wojska Polskiego, artysta malarz. Był bratem Heleny Pacewicz (1901–1984).

## Życiorys
Urodził się w rodzinie Augustyna, lekarza i Zofii z domu Hołownia. Był bratem Augusta, porucznika 3 Pułku Artylerii Polowej Legionów, kawalera Orderu Virtuti Militari, poległego 23 czerwca 1920.
W styczniu 1918 wstąpił do I Korpusu Polskiego w Rosji i został przydzielony do 2 Brygady Artylerii. Po rozwiązaniu korpusu wstąpił do Polskiej Organizacji Wojskowej na Ukrainie. Został komendantem oddziału wywiadowczego w lotnych oddziałach dowodzonych przez Leopolda Lisa-Kulę. Został ranny podczas bitwy pod Brodami. W listopadzie tego roku wstąpił do Wojska Polskiego.
Studiował malarstwo w Krakowie u Józefa Pankiewicza, lecz obrał karierę wojskową. 3 maja 1922 został zweryfikowany w stopniu kapitana ze starszeństwem z 1 czerwca 1919 roku i 293. lokatą w korpusie oficerów artylerii. Pełnił służbę w 5 Dywizjonie Artylerii Konnej w Krakowie. Przed 1928 został przeniesiony w stan spoczynku. W 1934 roku pozostawał w ewidencji Powiatowej Komendy Uzupełnień Warszawa Miasto III. Posiadał przydział do Oficerskiej Kadry Okręgowej Nr I. Był wówczas ujęty jako „przebywający stale zagranicą”.
Z chwilą rozpoczęcia II wojny światowej przebywał wraz z żoną w Paryżu, skąd przedostał się w roku 1940 do Wielkiej Brytanii. Po wojnie zdecydował się pozostać w Wielkiej Brytanii. Mieszkał na Roland Gardens w londyńskiej dzielnicy Kensington, gdzie miał pracownię i powrócił do malarstwa. 
Kazimierz Pacewicz zmarł w polskim szpitalu w Penley, został pochowany na Cmentarzu Gunnersbury w Londynie.
Po jego śmierci małżonka Zofia Hołub-Pacewiczowa (1895–1979) przekazała znaczną część dzieł artysty do polskich muzeów, szczególnie do Muzeum Regionalnego w Siedlcach.

## Ordery i odznaczenia
- Krzyż Niepodległości z Mieczami – 12 maja 1931 „za pracę w dziele odzyskania niepodległości”[6]